# گودا اسپرینگز (کانزاس)
گودا اسپرینگز (به انگلیسی: Geuda Springs) شهری در ایالت کانزاس کشور ایالات متحده آمریکا است که جمعیت آن در سرشماری سال ۲۰۱۰ میلادی، ۱۸۵ نفر بوده‌است.